# キタリー (メイン州)

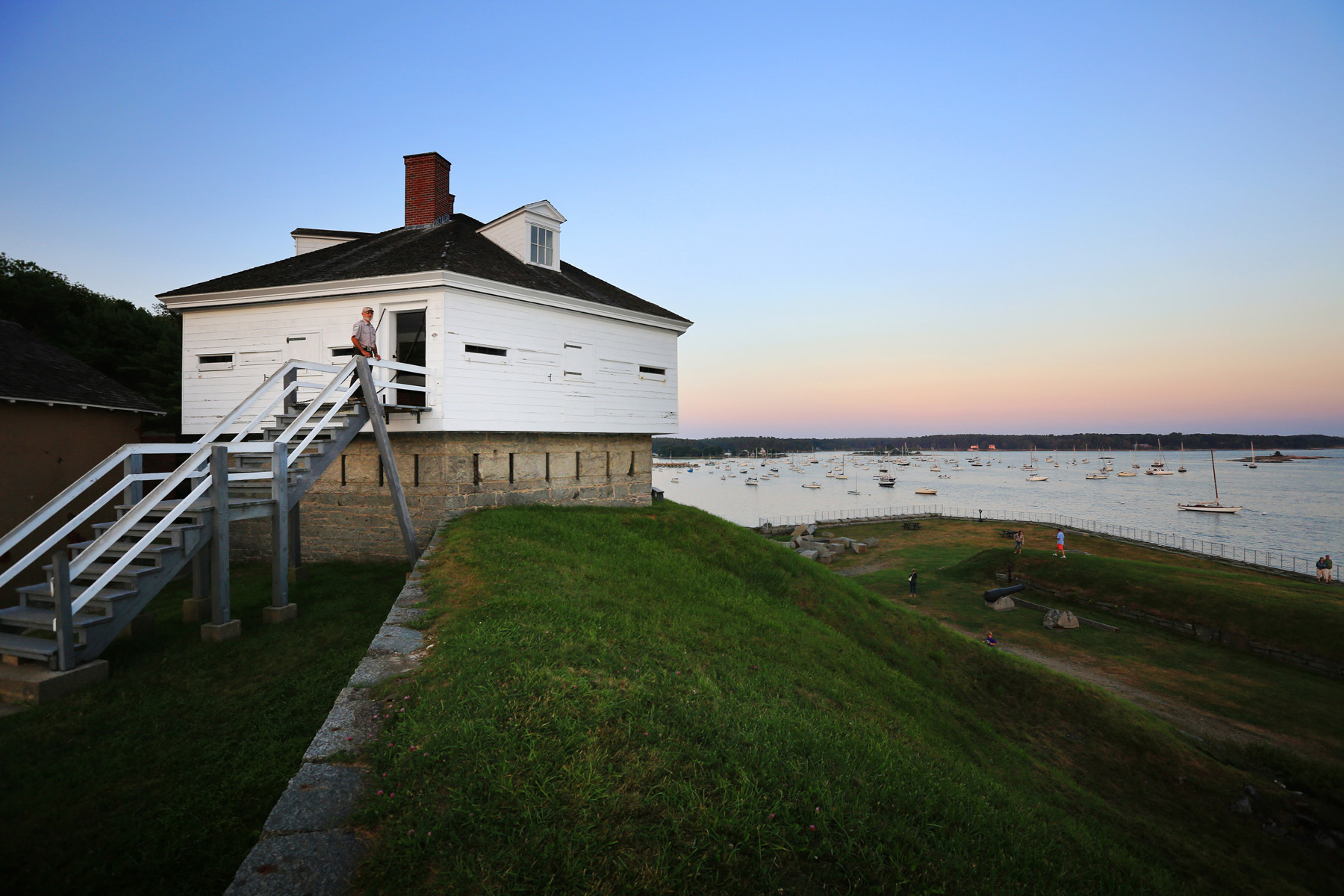

キタリー（Kittery）は、アメリカ合衆国メイン州のヨーク郡にある町。人口は1万0070人（2020年） 。キタリーは「メイン州のゲートウェイ Gateway to Maine.」を宣言している。ポーツマス海軍造船所はシーヴェイ島に位置し、キタリーは同島およびキタリー・ポイントの海岸地域、ショールズ群島を含む。

## 歴史
キタリーへの入植は1623年に始まり、1647年に合併したため、キタリーは「メイン州で最も古く合併した町」と見なされる。キタリーの名は創立者であるアレクサンダー・シャプリーの出生地であるデヴォン州のキングスウェアにあるキタリー・コートに因む。シャプリーは1635年に共同所有者のフランシス・チャンパーノウン船長の指揮するベネディクション号 (Benediction) で入植した。ペッパレル家と共に彼らはショールズ群島で漁業に従事し、塩を生産し、ヨーロッパへの輸出を行った。他の開拓者たちは狩猟や木材生産に従事した。ピスカタクォー川河口の入植者たちはマクラリー砦で守られた。
キタリーは当初サーモン・フォールズ川上流の大西洋岸内陸部から拡大した。現在のエリオット、サウス・バーウィック、バーウィック、ノース・バーウィックを含む。キタリーは貿易および造船業の中心都市として発展したニューハンプシャー州ポーツマスの対岸に位置した。メイン領主であるフェルナンド・ゴージィズ卿の死後、キタリーは1652年にマサチューセッツ湾植民地の一部となる。ジョン・ジョセリンは1663年に「この植民地には町はそれほど多くない。キタリーはパサカタウェイ（ポーツマス）からそれほど離れておらず、最も人口が多い。」と書き記している。アメリカ独立戦争時にアメリカ海軍初の軍艦がバジャー島で建造され、その中にはジョン・ポール・ジョーンズの指揮したレンジャー (USS Ranger) も含まれた。ポーツマス海軍造船所はアメリカ合衆国初の国営造船所であり、1800年にファーナルド島（デネット島とも呼ばれた）で設立された。同造船所は現在も操業を続け、本土とは二本の橋で接続される。同造船所はコンスティチューション (USS Constitution) を再建し、南北戦争時のスループ、キアサージ (USS Kearsarge) を建造した。シーヴェイ島は併合され、ポーツマス海軍刑務所（Portsmouth Naval Prison）となったが、同刑務所は廃止された。
キタリーにはいくつかの歴史的建築物が存在し、その中には1733年に建造されたウィリアム・ペッパーレル・ハウスや、1760年に建造されたレディ・ペッパーレル・ハウスがある。1662年に建造されたジョン・ブレイ・ハウスはメイン州における最古の現存する家屋であると考えられる。ジョン・ポール・ジョーンズ州立史跡は国道1号線に位置し、同史跡にはバシュカ・ピーフ作のメイン・セーラーズ・アンド・ソルジャーズ・メモリアルが展示される。同道を北上すると、ファクトリー・アウトレット・ショッピングが開発され、観光客に非常に人気がある。キタリー・ポイントはシーポイント・ビーチおよびフォート・フォスター公園が所在する。フォスター砦は港湾防衛の拠点であった。1996年には映画『痩せゆく男』（スティーヴン・キングがリチャード・バックマン名義で1984年に発表した小説）がキタリーで撮影された。